# 韩同卿
韩同卿（12世纪—1199年），相州安阳人，南宋大臣，宋宁宗恭淑皇后的父亲。
韩同卿的五世祖是宋仁宗时的宰相韩琦。高祖父韩忠彦，曾祖父韩治，祖父宋高宗时的执政韩肖胄，父韩协。韩同卿由知泰州升扬州观察使；妻子庄氏，封安国夫人。韩同卿官至庆远军节度使，加太尉。庆元五年（1199年）卒，赠太师，谥恭靖。韩同卿子韩竢，官至承宣使。韩侂冑是韩琦幼子韩嘉彦的孙子，父亲韩诚是宋高宗宪圣慈烈皇后妹夫，官至宝宁军承宣使。韩同卿每惧满盈，不敢干政。当时天下皆知韩侂胄为后族，不知韩同卿是皇后之父。